# 屈蒂根
屈蒂根（德語：Küttigen，發音：[ˈkʏtɪɡn̩]）是瑞士阿尔高州的市镇，面积11.89平方千米，2018年12月31日人口为6,180人。